# Schoenobiodes
Schoenobiodes és un gènere d'arnes de la família Crambidae.

## Taxonomia
- Schoenobiodes lanceolata (Roepke, 1943)
- Schoenobiodes strata (Schultze, 1907)